# Labidostomma fictiluteum
Labidostomma fictiluteum är en spindeldjursart som beskrevs av Warren T. Atyeo och Crossley 1961. Labidostomma fictiluteum ingår i släktet Labidostomma och familjen Labidostommidae. Inga underarter finns listade i Catalogue of Life.